# ТЕС Ноапара (Bangla Track)
ТЕС Ноапара (Bangla Track) – електрогенеруючий майданчик на заході Бангладеш, створений компанією Bangla Track. 
В 21 столітті на тлі стрімко зростаючого попиту у Бангладеш почався розвиток генеруючих потужностей на основі двигунів внутрішнього згоряння, які могли бути швидко змонтовані. Зокрема, в 2018-му у Ноапарі почала роботу електростанція компанії Bangla Track. Вона має  77 генераторних установок Caterpillar XQ 2000 потужністю по 1,4 МВт. За договором із державною електроенергетичною корпорацією Bangladesh Power Development Board майданчик Bangla Track має гарантувати поставку 100 МВт електроенергії. 
Як паливо використовують нафтопродукти, доставка яких здійснюється водним транспортом по річці Бхейрабу (один з рукавів дельти Гангу), на східному березі якої знаходиться майданчик ТЕС. До комплексу станції входить сховище з резервуарами, розрахованими на зберігання 6500 тон палива.
Видача продукції відбувається по ЛЕП, розрахованій на роботу під напругою 132 кВ.
Можливо також відзначити, що в районі Ноапара на протилежному, західному, березі Бхейрабу створювала свої майданчики державна ТЕС компанії BPDB.